# Lucifer Rising
Lucifer Rising från 2008 är en EP av det svenska doom metal-bandet Candlemass. Skivan är utgiven av Nuclear Blast. Den har tre studiospår och nio livespår. Den är totalt över 70 minuter. Albumet har på grund av det fått titeln "Världens längsta EP".
Låten Lucifer Rising kan man också hitta som nionde spår på den begränsade versionen fullängdsalbumet Death Magic Doom (2009). Den står dock inte med på låtlistan. Den är precis efter My Funeral Dreams. EP:n i övrigt består av låtar från King of the Grey Islands (2007) och från debuten Epicus Doomicus Metallicus (1986).

## Låtlista

### EP
1. Lucifer Rising 4:06 (Leif Edling)
2. White God 5:01 (L. Edlin)
3. Demons Gate 9:03 (L.Edling)

### Live
1. At the Gallows End 5:17 (L.Edling)
2. Solitude 6:54 (L.Edling)
3. Emperor of the Void 4:53 (L.Edling)
4. Devil Seed 6:02 (L.Edling)
5. Mirror mirror 6:04 (L.Edling
6. Under The Oak 7:01 (L.Edling)
7. Of Stars and Smoke 5:51 (L.Edling)
8. Black Dwarf 5:30 (L.Edling)
9. Samarithan 5:42 (L.Edling)

## Candlemass
- Leif Edling - bas
- Robert Lowe - sång
- Lars "Lasse" Johansson - sologitarr
- Mats "Mappe" Björkman - kompgitarr
- Jan "Janne" Lindh - trummor